# 王舉 (弘治進士)
王舉（1470年—？），字晋卿，锦衣卫军籍順天府大興縣人，明朝政治人物。

## 生平
順天府鄉試第二十九名舉人。弘治十二年（1499年）中式己未科會試第二百五十三名，二甲第五十六名進士。歷官兵部员外郎，正德五年（1510年）二月升山东布政司右参议，九月升陕西苑马寺卿，六年正月考察。

## 家族
曾祖王士信；祖王壽；父王誠。母高氏，继母金氏。具庆下。